# Szummirisz
Szummirisz (fšum-mi-ri) II. Huccijasz hettita király felesége az i. e. 15. században. Feltehető, hogy közös gyermekük Muvatallisz volt, mert a GAL.MEŠEDI tisztét legtöbbször a trónörökös herceg töltötte be. Származása férjéhez hasonlóan ismeretlen. Muvatallisz meggyilkolta Huccijaszt, férje halála után Szummirisz sorsa ismeretlen.